# Eunice perimensis
Eunice perimensis är en ringmaskart som beskrevs av Gravier 1901. Eunice perimensis ingår i släktet Eunice och familjen Eunicidae. Inga underarter finns listade i Catalogue of Life.